# Jimmie Rodgers (cantant pop)
James Frederick Rodgers, més conegut amb el nom de Jimmy Rodgers, (Camas, Estat de Washington, 18 de setembre de 1933 - Palm Desert, Califòrnia, 18 de gener de 2021) va ser un cantant americà de Música pop.

## Biografia

### Carrera musical
Després d'haver acabat els seus estudis secundaris, Jimmy Rodgers entra a les Forces Aèries dels Estats Units d'Amèrica. Estant a Corea, forma un grup amb uns companys. Al tornar als Estats Units, actua als night clubs i decideix de seguir una carrera a la música. Apareix a l'emissió musical House Party presentada per Art Linkletter i a l'emissió de Concurs de talents Arthur Godfrey's Talent Scouts, on interpreta la cançó Honeycomb, escrita per Bob Merrill. Fitxat pels productors Hugo Peretti i Luigi Creatore, signa un contracte discogràfic amb l'etiqueta Roulette Records.
La seva versió de Honeycomb es classifica 1a del Billboard Hot 100 l'any 1957. Alguns dels seus singles, Kisses Sweeter Than Wine, Uh-Oh, I'm Falling in Love Again i Secretly, figuren al Top 10 de les vendes als Estats Units. L'any 1957-1958, posa quatre títols al UK Singles Chart. El cantant trenca amb la seva casa de discos després d'una disputa en relació amb el pagament dels seus drets d'autor. Jimmie Rodgers té menys èxit durant els anys 1960, però diversos dels seus títols figuren encara al rànquing « Adult Contemporary », i el cantant continua de gira. L'any 1962 entra a Dot Records, etiqueta per la qual grava un nou hit, el single It's Over que arriba al Top 40 l'any 1966. L'any següent, és reclutat per A&M Rècords i col·loca un nou títol, Child of Clay, als charts,.
El cantant és víctima d'una agressió el desembre de 1967, les causes de la qual no han estat mai dilucidades. Va patir un traumatisme cranioencefàlic i des de llavors la seva salut pertorba la seva carrera. Rodgers, que tanmateix efectua diversos intents de tornada a l'escena, només ha gravat tres àlbums des de l'incident. L'any 2011, publica la seva autobiografia, titulada Dancing on.
Jimmie Rodgers va morir el 18 de gener de 2021 a Palm Desert.

### A la pantalla
L'any 1959, el cantant anima el Jimmie Rodgers Show, difós a la cadena NBC. Apareix igualment al cinema, a The Little Shepherd of Kingdom Come del realitzador Andrew V. McLaglen, estrenada l'any 1961.

## Discografia
- 1957: Jimmie Rodgers.
- 1958: The Number One Ballads.
- 1958: Jimmie Rodgers Sings Folk Songs.
- 1959: Jimmie Rodgers… His Golden Year.
- 1959: Jimmie Rodgers TV Favorites, Volum 1.
- 1959: Twilight on the Trail.
- 1959: It's Christmas Once Again.
- 1960: When the Spirit Moves You.
- 1960: At Home with Jimmie Rodgers.
- 1961: The Folk Song World of Jimmie Rodgers.
- 1961: 15 Million Sellers.
- 1962: No One Will Ever Know.
- 1963: Jimmie Rodgers in Folk Concert.
- 1963: My Favorite Hymns.
- 1963: Honeycomb & Kisses Sweeter Than Wine.
- 1963: The World I Used to Know.
- 1964: 12 Great Hits.
- 1965: Deep Purple.
- 1965: Christmas with Jimmie Rodgers.
- 1966: The Nashville Sound.
- 1966: Country Music 1966.
- 1966: It's Over.
- 1967: Love
- 1967: Me, Please Love Me.
- 1967: Golden Hits.
- 1967: Child of Clay.
- 1969: The Windmills of Your Mind.
- 1970: Troubled Times.
- 1978: Yesterday/Today.